# Festival Nacional da Canção Polaca de Opole
O Festival Nacional da Canção Polaca de Opole (em polonês/polaco:  Krajowy Festiwal Piosenki Polskiej w Opolu, KFPP OPOLE) é um festival anual de canções realizado em Opole, Polónia. É considerado, junto com o Festival Internacional da Canção de Sopot, um dos dois festivais de música mais importantes da Polónia. O Festival de Opole é concebido como um resumo dos feitos do ano anterior, por compositores e intérpretes polacos. É também o evento cultural mais importante de Opole, com uma tradição que remonta a cinquenta anos. Geralmente ocorre no final de junho, com duração de dois dias (sexta e sábado), desde 2011. Ambas as canções de sucesso da temporada passada, e as novas músicas são realizadas durante o KFPP, há também um torneio de estreia no espectáculo.
Estabelecido em 1963, seus patrocinadores locais são a Polskie Radio e Telewizja Polska, bem como a Sociedade de Amigos de Opole. 1982 foi o único ano em que o Festival não realizou-se, devido a lei marcial na Polónia. Durante a década de 1980 foi incluída a secção rock e em 2001 a secção hip hop. Os prémios concedidos no festival são:
- Karolinka - O Prémio Anna Jantar, para o vencedor do espectáculo Debiuty (Estreias),
- Grand Prix - O Prémio Karol Musioł, concedido pelo júri para a melhor canção estreada,
- Kryształowy Kamerton (Diapasão de Cristal), para o melhor autor/compositor,
- Superjedynka (Formidável) - Desde 2000, é premiado em diversas categorias (intérprete, canção, banda, álbum de música pop, álbum de rock, álbum de hip hop, álbum alternativo, teledisco, evento musical do ano).

O festival acontece no Anfiteatro do Milénio (Amfiteatr Tysiąclecia), que foi inaugurado em junho de 1963, a tempo para o primeiro festival. O anfiteatro foi construído por iniciativa do prefeito de Opole, Karol Musioł, e projectado pelo arquitecto Florian Jesionowski, tornando-se um dos símbolos da cidade de Opole.